# Thích Đồng

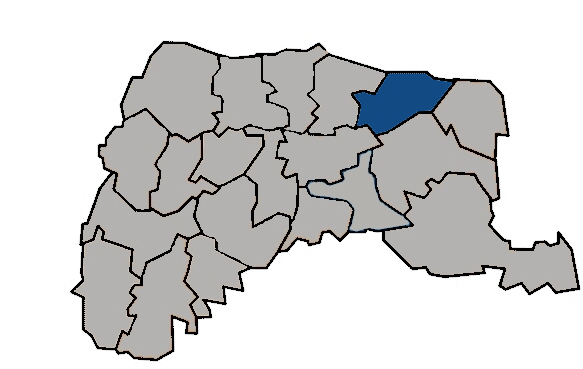
Vị trí tại Vân Lâm

Thích Đồng (tiếng Trung: 莿桐鄉; bính âm: Cìtóng Xiāng) là một hương (xã) của huyện Vân Lâm, tỉnh Đài Loan, Trung Hoa Dân Quốc (Đài Loan). Hương nằm ở phía bắc của huyện và thuộc vùng đồng bằng Gia Nam. Tổng diện tích của Thích Đồng là 50,8502 km², dân số vào tháng 8 năm 2011 là 30.309 người thuộc 9.083 hộ gia đình, mật độ cư trú đạt 515 người/km².